# Cancer bronchique provoqué par le cadmium
Cet article décrit les critères administratifs pour qu'un cancer bronchique provoqué par les poussières ou fumées de cadmium soit reconnu comme maladie professionnelle.
Ce sujet relève du domaine de la législation sur la protection sociale et a un caractère davantage juridique que médical. Pour la description clinique de la maladie se reporter à l'article suivant :

## Législation enFrance

### Régime général
| Fiche Maladie Professionnelle | Fiche Maladie Professionnelle | Fiche Maladie Professionnelle |
| Ce tableau définit les critères à prendre en compte pour que le cancer bronchique provoqué par l'inhalation de poussières ou de fumées de cadmium soit pris en charge au titre de la maladie professionnelle | Ce tableau définit les critères à prendre en compte pour que le cancer bronchique provoqué par l'inhalation de poussières ou de fumées de cadmium soit pris en charge au titre de la maladie professionnelle | Ce tableau définit les critères à prendre en compte pour que le cancer bronchique provoqué par l'inhalation de poussières ou de fumées de cadmium soit pris en charge au titre de la maladie professionnelle |
| Régime Général. Date de création : 28 août 1986 | Régime Général. Date de création : 28 août 1986 | Régime Général. Date de création : 28 août 1986 |
| Tableau no 61 bis RG | Tableau no 61 bis RG | Tableau no 61 bis RG |
| Cancer broncho-pulmonaire provoqué par l'inhalation de poussières ou de fumées contenant du cadmium. | Cancer broncho-pulmonaire provoqué par l'inhalation de poussières ou de fumées contenant du cadmium. | Cancer broncho-pulmonaire provoqué par l'inhalation de poussières ou de fumées contenant du cadmium. |
| --- | --- | --- |
| Désignation des Maladies | Délai de prise en charge | Liste limitative des principaux travaux susceptibles de provoquer ces maladies |
| Cancer broncho-pulmonaire primitif | 40 ans (sous réserve d’une durée d’exposition de 10 ans et d'un temps écoulé depuis le début de l'exposition de 20 ans)                                                                                      | Fabrication d'accumulateurs et de piles électriques au nickel-cadmium. Récupération de matières métalliques recyclables contenant du cadmium.                                                                |
| Date de mise à jour : | | |

## Sources spécifiques
- (fr) Tableau N° 61 Bis des maladies professionnelles du régime Général

## Sources générales
- (fr) Tableaux du régime Général sur le site de l’AIMT
- (fr) Tous les tableaux du régime Général
- (fr) Tous les tableaux du régime Agricole
- (fr) Guide des maladies professionnelles sur le site de l’INRS

## Autres liens
- (fr) Maladies à caractère professionnel

## Internationalisation
- (fr) Liste Européenne des maladies professionnelles
- (fr) Liste des maladies professionnelles au Sénégal
- (fr) Liste des maladies professionnelles en Tunisie